# Diglossa
Diglossa es un género de aves paseriformes pertenecientes a la familia Thraupidae que agrupa a 18 especies nativas de la América tropical (Neotrópico), donde se distribuyen desde el centro de México, por América Central (dos especies) y en América del Sur desde las montañas del norte de Venezuela, principalmente a lo largo de la cordillera de los Andes, hasta el noroeste de Argentina, dos especies se encuentran en los tepuyes del escudo guayanés. A sus miembros se les conoce por el nombre común de pinchaflores, y también picaflores, roba néctar o diglosas, entre otros.

## Etimología
El nombre genérico femenino Diglossa proviene del griego «diglōssos» que significa de lengua doble, que habla dos idiomas.

## Características

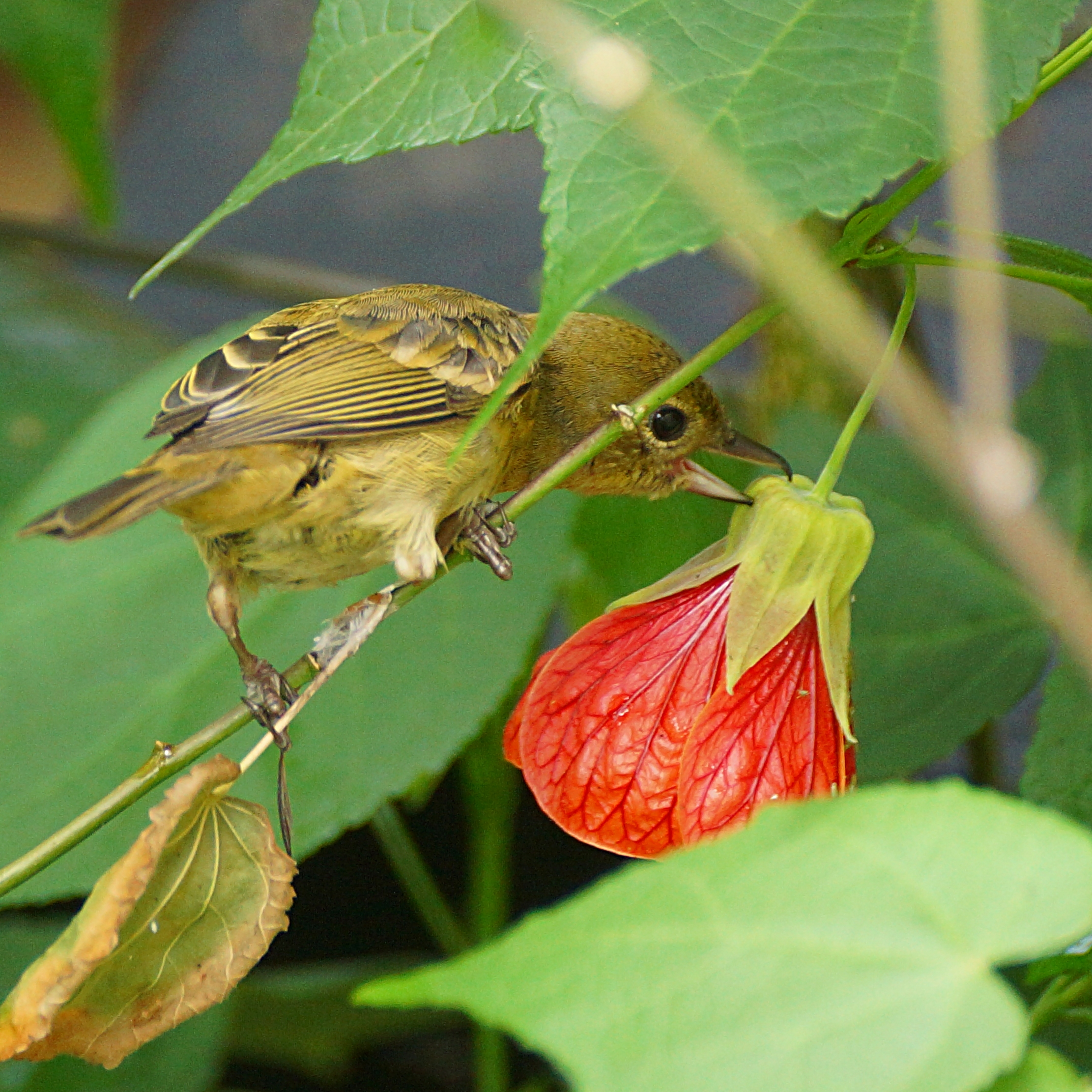
Ejemplar hembra de Diglossa sittoides en Bogotá, Colombia, robando néctar de una flor del Abutilon. Se muestra en detalle como usa su pico para acceder al néctar en la base de la flor.

Las aves de este género son un grupo distintivo de pequeños tráupidos que miden entre 11,5 y 16,5 cm de longitud, caracterizados por sus picos apuntados hacia arriba, y la punta de la mandíbula superior ganchuda hacia abajo, adaptación que les permite perforar la corola de las flores para acceder al néctar, la base principal de su alimento. Habitan en bosques montanos bajos y matorrales de altitud, unos pocos en selvas de árboles más altos. El grupo de cuatro especies anteriormente agrupado en Diglossopis (D. caerulescens, D. cyanea, D. indigotica y D. glauca) son más forestales e insectívoras, y tienen el pico con inclinación hacia arriba menos pronunciada. Solamente tres especies exhiben dimorfismo sexual. Los colores predominantes son el azul, negro y ocre o rufo.

## Taxonomía
El presente género ya estuvo situado en el pasado en una familia Coerebidae, otros lo situaron en Parulidae y también en Emberizidae, sin embargo ya desde los años 1970 se lo incluye en la familia Thraupidae, principalmente con base en la morfología del cráneo.
La especie D. caerulescens era incluida en un género monotípico Diglossopis, al cual posteriormente se incorporaron otras tres especies, D. cyanea, D. indigotica y D. glauca; sin embargo, los datos genético-moleculares indican que dicho grupo no es monofilético.
Los datos presentados por los amplios estudios filogenéticos recientes de Burns et al. (2014) y Barker et al. (2015) confirmaron que Diglossa es pariente próxima de Catamenia, y que el clado formado por ambos está relacionado con un clado integrado por Acanthidops, Haplospiza, Idiopsar, Diuca y Xenodacnis, en una gran subfamilia Diglossinae.

## Lista de especies
Según las clasificaciones del Congreso Ornitológico Internacional (IOC) y Clements Checklist v.2019, el género agrupa a las siguientes especies con el respectivo nombre popular de acuerdo con la Sociedad Española de Ornitología (SEO):
| Imagen | Nombre científico       | Autor                          | Nombre común             | EC (*) |
| ------ | ----------------------- | ------------------------------ | ------------------------ | ------ |
|        | Diglossa gloriosissima  | Chapman, 1912                  | pinchaflor ventrirrufo   | NT     |
|        | Diglossa lafresnayii    | (Boissonneau, 1840)            | pinchaflor satinado      | LC     |
|        | Diglossa mystacalis     | Lafresnaye, 1846               | pinchaflor bigotudo      | LC     |
|        | Diglossa gloriosa       | P.L. Sclater & Salvin, 1871    | pinchaflor de Mérida     | LC     |
|        | Diglossa humeralis      | (Fraser, 1840)                 | pinchaflor negro         | LC     |
|        | Diglossa brunneiventris | Lafresnaye, 1846               | pinchaflor gorjinegro    | LC     |
|        | Diglossa carbonaria     | (d'Orbigny & Lafresnaye, 1838) | pinchaflor carbonero     | LC     |
|        | Diglossa venezuelensis  | Chapman, 1925                  | pinchaflor venezolano    | EN     |
|        | Diglossa albilatera     | Lafresnaye, 1843               | pinchaflor flanquiblanco | LC     |
|        | Diglossa duidae         | Chapman, 1929                  | pinchaflor del Duida     | LC     |
|        | Diglossa major          | Cabanis, 1848                  | pinchaflor grande        | LC     |
|        | Diglossa indigotica     | P.L Sclater, 1856              | pinchaflor índigo        | LC     |
|        | Diglossa baritula       | Wagler, 1832                   | pinchaflor ventricanelo  | LC     |
|        | Diglossa plumbea        | Cabanis, 1861                  | pinchaflor plomizo       | LC     |
|        | Diglossa sittoides      | (d'Orbigny & Lafresnaye, 1838) | pinchaflor ferrugíneo    | LC     |
|        | Diglossa glauca         | P.L. Sclater & Salvin, 1876    | pinchaflor glauco        | LC     |
|        | Diglossa caerulescens   | P.L. Sclater, 1856             | pinchaflor azulado       | LC     |
|        | Diglossa cyanea         | (Lafresnaye, 1840)             | pinchaflor enmascarado   | LC     |

(*) Estado de conservación